# José Omar Pastoriza
José Omar Pastoriza (23. května 1942, Rosario - 2. srpna 2004, Buenos Aires) byl argentinský fotbalový záložník. V roce 1971 byl vyhlášen argentinským fotbalistou roku. Po skončení aktivní kariéry působil jako trenér.

## Klubová kariéra
Profesionálně hrál za Racing Buenos Aires, CA Independiente a ve Francii za AS Monaco FC. V jihoamerickém Poháru osvoboditelů nastoupil ve 27 utkáních a dal 9 gólů, v roce 1972 s Indenpendienta Pohár osvoboditelů vyhrál. V Poháru vítězů pohárů nastoupil ve 2 utkáních. V letech 1967, 1970 a 1971 získal s Independiente argentinský titul.

## Reprezentační kariéra
Za reprezentaci Argentiny nastoupil v 18 utkáních, ve kterých dal 1 gól. Byl členem týmu Argentiny na Mistrovství světa ve fotbale 1966, ale zůstal mezi náhradníky.

## Trenérská kariéra
Trénoval argentinské kluby CA Independiente, Racing Club (Avellaneda), CA Boca Juniors, Talleres de Córdoba, Argentinos Juniors, Chacarita Juniors, španělské Atlético Madrid, bolivijský Club Bolívar, v Brazílii Fluminense FC, v Kolumbii Millonarios FC a reprezentace Salvadoru a Venezuely.